# (38539) 1999 UH52
1999 UH52 (asteroide 38539) é um asteroide da cintura principal. Possui uma excentricidade de 0.19451750 e uma inclinação de 9.40976º.
Este asteroide foi descoberto no dia 31 de outubro de 1999 por CSS em Catalina.